# Duckmaus (Bergisch Gladbach)
Duckmaus ist ein Ortsteil im Stadtteil Lückerath von Bergisch Gladbach. Er bildet mittlerweile mit den umliegenden Ortschaften einen geschlossenen Siedlungsbereich, so dass er nicht mehr eigenständig wahrgenommen wird. 

## Geschichte
Bei der Bezeichnung Duckmaus handelt es sich um einen alten Siedlungs- und Flurnamen, der im Urkataster im Bereich der heutigen Straße Duckmaus verzeichnet ist. Aus der frühneuzeitlichen Hofgründung nach 1500 entwickelte sich bis 1878 ein kleiner, 30 Einwohner zählender Weiler.
Die Bedeutung des Siedlungsnamens bleibt weitgehend vage. Das Grundwort Maus deutet in Flurnamen auf ein überdurchschnittliches Vorkommen dieser Tierart in der Umgebung hin. Für das Bestimmungswort Duck gibt es verschiedene Hypothesen: Es könnte sich um eine Ablautform aus „Dicke/Dickt“ (Dickicht, Dickung) handeln. Duck ließe sich auch als Nebenform von „donk/dunk“ deuten. In diesem Fall würde es sich um eine kleine Bodenerhebung im Sumpfland handeln. Als dritte These ließe sich bei dem Begriff Duckmaus auch eine getarnte Wehranlage vermuten.
Unter der französischen Verwaltung zwischen 1806 und 1813 wurde das Amt Porz aufgelöst und Duckmaus wurde politisch der Mairie Bensberg im Kanton Bensberg zugeordnet. 1816 wandelten die Preußen die Mairie zur Bürgermeisterei Bensberg im Kreis Mülheim am Rhein.
Der Ort ist auf der Topographischen Aufnahme der Rheinlande von 1824 als Duckmaus und ab der Preußischen Uraufnahme von 1840 auf Messtischblättern regelmäßig ohne Namen verzeichnet. 
Aufgrund des Köln-Gesetzes wurde die Stadt Bensberg mit Wirkung zum 1. Januar 1975 mit Bergisch Gladbach zur Stadt Bergisch Gladbach zusammengeschlossen. Dabei wurde auch Duckmaus Teil von Bergisch Gladbach.
| Jahr | Einwohner | Wohn- gebäude | Kategorie |
| ---- | --------- | ------------- | --------- |
| 1871 | 30        | 4             | Hofstelle |
| 1885 | 27        | 4             | Wohnplatz |
| 1895 | 35        | 4             | Wohnplatz |
| 1905 | 14        | 5             | Wohnplatz |